# Gregori V
|  | Per a altres significats, vegeu «Gregori V de Constantinoble». |

Gregori V (Ducat de Saxònia, 972 – Roma, 18 de febrer de 999) va ser Papa de l'Església Catòlica de l'any 996 al 999. Sovint és considerat el primer pontífex alemany de la història del papat (el Papa Bonifaci II, que ho va ser entre 530-532, li disputa aquest títol, encara que de fet era ostrogot).
Va ser escollit Papa per la imposició de l'emperador Otó III del Sacre Imperi (cosí seu), que es trobava a Itàlia per a sufocar l'aixecament contra Joan XV que havia encapçalat Crescenci II. De fet al moment de la seva elecció era capellà de la cort d'Otó III, i un dels seus primers actes com a Gregori V va ser coronar-lo el 21 de maig de 996 com a emperador del Sacre Imperi.
Després de la coronació es va celebrar un sínode en el qual van resultar condemnats a l'exili els caps de la rebel·lió, entre els quals Crescenci II, encara que aquesta pena va ser commutada per intercessió de Gregori V.
El nou papa només comptava amb l'ajuda imperial, ja que el poble no acceptava que un papa estranger dirigís l'Església. Aquest fet el va aprofitar Crescenci l'any 997 per, quan Otó III va tornar a Alemanya i el Papa es trobava a Llombardia, nomenar un nou Papa en la figura de Joan Filigat, un bisbe d'origen grec que va prendre el nom de Joan XVI.
El nomenament d'aquest antipapa va obligar a l'emperador Otó III a tornar a Itàlia l'any 998, on, després de restituir Gregori V com a Papa, va fer decapitar Crescenci II i mutilar Joan XVI, que va quedar-se a viure, reclòs a l'abadia de Fulda, fins a la seva mort el 1013.
Gregori V va ser fidel al seu protector i va actuar com a representant de l'emperador a Roma, atorgant molts privilegis excepcionals a monestirs del Sacre Imperi Romanogermànic.
Durant el pontificat del seu antecessor, Joan XV, s'havia produït la deposició d'Arnulf com a arquebisbe de Reims que va ser substituït, amb l'oposició del papat, per Gebert, el futur papa Silvestre II que comptava amb l'ajuda del rei francès Hug Capet. La mort d'aquest rei, el 996 va deixar a Gebert sense partidaris, ja que el seu successor Robert II de França, que s'havia casat amb la seva tia Berta de Borgonya i desitjava la dispensa papal per la unió, va buscar un aproximament amb el Papa. Aquesta falta de partidaris va provocar que en un concili celebrat a Pavia, el 997, es restituís Arnulf en l'arquebisbat de Reims i es condemnés Gebert com a usurpador.
Gregori V va morir el 18 de febrer de 999, aparentment assassinat pels partidaris de Crescenci II.